# Muhammed Bello
Muhammed Bello (in arabo محمد بلو‎?; Wurno, 1781 – Wurno, 25 ottobre 1837) fu un Sultano di etnia fulani che guidò il Califfato di Sokoto dal 1815 al 1837.
Scrittore di storia, poesia e di studi islamici, era il figlio e il maggior collaboratore di Usman dan Fodio, il fondatore e primo Sultano del Califfato di Sokoto.
Durante il suo regno incoraggiò la diffusione dell'Islam in tutte le aree di sua competenza, dando un importante stimolo all'istruzione, tanto maschile quanto femminile, e istituì delle Corti sciaraitiche.  Morto nel 1837, gli succedette suo fratello Abu Bakr Atiku.

## Gioventù
Muhammed Bello nacque dalla quarta moglie di Usman dan Fodio, Hawau o Inna Garka, nel 1781.  Al pari dei suoi fratelli, studiò sotto la guida di suo padre a Degel, fin quando la famiglia e alcuni seguaci di Usman dan Fodio furono costretti all'esilio nel 1804.  Nel 1809, Bello fu responsabile della fondazione di Sokoto che sarebbe diventata la capitale dell'entità politico-territoriale che servì al padre per la conquista dei territori hausa nel corso della Guerra fulani (1804-1810).
Molti dei suoi fratelli dedicarono molto del loro tempo all'istruzione e divennero noti per la loro cultura.  Tra essi si possono ricordare sua sorella Nana Asma’u, poetessa e insegnante,  e Abu Bakr Atiku, che alla sua morte sarebbe diventato suo successore in veste di Sultano.

## Sultano
In seguito alla Guerra fulani, il Califfato di Sokoto divenne uno degli Stati più grandi dell'Africa, in cui vivevano popolazioni fulani e hausa.  Usman dan Fodio tentò di sopprimere i sistemi politico-giuridici Hausa, incluse le tradizionali leadership, il sistema educativo e la lingua.  Usman si ritirò nel 1815 dall'amministrazione dello Stato da lui creato e pose alla sua guida il figlio Muhammed Bello, che in precedenza aveva destinato al governo degli Emirati occidentali del suo Califfato, con giurisdizione fino alla città di Wurno.
Alla morte del padre, il Califfato fu scosso da gravi fermenti e tensioni, allorché i sostenitori di Bello accerchiarono e sigillarono le entrate di Sokoto per evitare l'ingresso in città di altri contendenti che ambivano alla guida del Califfato, a dispetto della volontà di Usman dan Fodio che a succedergli fosse il figlio (tra costoro si ricorderà lo zio di Bello, Abdullahi dan Fodio, che il fratello aveva destinato all'amministrazione di un'altra parte del Califfato. Lo Stato fu infine diviso in quattro parti dotate di ampia autonomia, di cui solo le regioni governate dallo zio di Bello, Abdullahi dan Fodio, furono riconosciute in cambio del loro riconoscimento di Bello come Califfo/Sultano di Sokoto.
Bello fronteggiò quasi subito le sfide lanciategli dai leader dissidenti e dall'aristocrazia fulani e hausa.  In contrasto con suo padre, la sua amministrazione fui più permissiva di tanti altri sistemi politico-economici hausa esistiti prima del califfato di Sokoto. Per quanto riguardava le popolazioni fulani, che avevano diffusamente praticato la pastorizia in precedenza, Bello incoraggiò il loro insediamento permanente attorno a strutture che furono ambiziosamente chiamate "ribāṭ", con scuole, moschee, fortificazioni e altri edifici.  Sebbene questi trasferimenti di popolazioni comportassero non poche opposizioni, alcuni leader dissidenti, come 'Abd al-Salam e Dan Tunku, continuarono a esprimere una forte opposizione al suo governo.  Dan Tunku rimase un importante esponente dissidente come capo dell'Emirato di Kazaure. Malgrado Dan Tunku avesse combattuto a fianco di Usman dan Fodio nel corso della Guerra fulani, quando Bello aveva nominato Ibrahim Dado Emiro di Kano nel 1819, Dan Tunku organizzò forze d'opposizione a Bello.  Questi sostenne quindi Ibrahim Dado nell'azione che si concluse con la disfatta di Dan Tunku e costruì poi possenti fortezze nella regione in cui Dan Tunku aveva espresso il suo potere, per controllare meglio il territorio.
Dopo aver posto fine alle prime opposizioni, il Sultano si concentrò per consolidare l'amministrazione in tutto l'impero con la costruzione significativa di edifici, d'insediamenti e si un sistema omogeneo della giustizia. Un aspetto significativo delle sue riforme fu l'impegno, ereditato dal padre, ad ampliare l'istruzione maschile e femminile.  Sua sorella, Nana Asma’u, fu parte attiva di tale processo per quanto riguardava il settore femminile e divenne una dicente di spicco e un elemento in grado di mantenere una relazione fruttuosa tra campagna e città.
Durante il governo di Muhammad Bello, El-Hajj ʿUmar Tall, futuro fondatore dell'Impero Toucouleur, andò a risiedere a Sokoto al suo ritorno da Mecca nel 1822. ʿUmar Tall fu grandemente influenzato dal Sultano Muhammad Bello, come dimostrano le lodi rivoltegli nei suoi scritti.
Nel suo lavoro Bayān ma waqʿa baynanā wa bayna Amīr Māsina (Esposizione di ciò che è avvenuto tra noi e l'Emiro Masina), ʿUmar Tall scrive, a proposito del Sultano Muhammad Bello: "Non esiste studioso in questi nostri tempi, con l'eccezione dell'Imam Muhammad ibn Shehu Uthman, per sensibilità (dhawq) nei confronti del Libro (il Corano) e della Sunna (del profeta Maometto) e la consapevolezza del fatto che essi sono un dono divino che orienta se stessi a Lui”. (Sharīf, 65-67)  Per rinsaldare la sua alleanza permanente, ʿUmar Tall sposò una delle figlie di Bello. Egli rimase a Sokoto come consigliere di Bello fino alla morte di questi.
Hugh Clapperton visitò la corte di Bello nel 1824 e scrisse abbondantemente circa la sua generosità e intelligenza.  Clapperton restò grandemente impressionato dagli scritti di Bello e dalla sua vasta conoscenza circa le esplorazioni britanniche del continente indiano.  Nel 1826, Clapperton tornò per una nuova visita ma Bello non gli consentì di passare la frontiera a causa dello stato di guerra con l'Impero Bornu. Clapperton si ammalò di dissenteria e morì.
Mentre governava, Bello proseguì nella sua significativa attività di educatore, occupandosi in modo particolare di storia e poesia.  I suoi Infaku l-Maysuri (Le retribuzioni del Fortunato) è spesso indicata come la storia definitiva delle guerre fulani e dell'impero creato dal padre.  Scrisse centinaia di testi storici, islamistici e poetici lungo tutto il corso della sua vita.
Morì di cause naturali il 25 ottobre 1837 a Wurno e a lui succedette il fratello Abu Bakr Atiku in veste di Sultano.